# Răcari
Răcari és una ciutat situada al comtat de Dâmbovița, Muntènia (Romania). Administra set pobles: Bălănești, Colacu, Ghergani, Ghimpați, Mavrodin, Săbiești i Stănești. Va ser declarada ciutat el 2004.
La ciutat es troba a la part sud-est del comtat, 40 km al nord-oest de Bucarest, a la carretera DN7. Es troba a la plana de Valàquia, a una altitud de 140 m, i la travessen els rius Colentina i Ilfov. Răcari fa frontera amb les comunes següents: Bilciurești i Cojasca al nord, Tărtășești i Ciocănești al sud, Butimanu a l'est i Conțești i Cornățelu a l'oest.

## Residents notables
- Ion Ghica, príncep de Samos (1854–1859) i cinquè primer ministre de Romania (1866), va morir el 1897 a la seva finca a Ghergani.
- Donar Munteanu (1886–1972), poeta, va néixer a Răcari.